# Belicino
Il Belicino è un formaggio e prodotto tipico siciliano.
Rientra nell'elenco dei prodotti agroalimentari tradizionali (PAT) stilato dal ministero delle politiche agricole e forestali (Mipaaf).

## Caratteristiche
È un formaggio prodotto con latte di pecora della Valle del Belice e oliva Nocellara del Belice (DOP).
La produzione segue il processo di tutti i formaggi pecorini. Nella fase finale, prima della pressatura nelle vastelle viene aggiunta l'oliva Nocellara del Belice precedentemente affinate in salamoia satura e successivamente snocciolate. Le forme prodotte hanno un peso che varia da uno a cinque chilogrammi.
Viene prodotto nei seguenti comuni della Valle del Belice in provincia di Agrigento a Santa Margherita di Belìce e Montevago e in provincia di Trapani Calatafimi, Campobello di Mazara, Castelvetrano, Petrosino, Poggioreale, Salaparuta, Gibellina, Salemi, Santa Ninfa.

## Storia
La sua origine risale all'immediato dopoguerra momento da cui prese il via una sempre più convinta produzione fino a giungere al riconoscimento P.A.T..